# 此世即吾世，如月满无缺

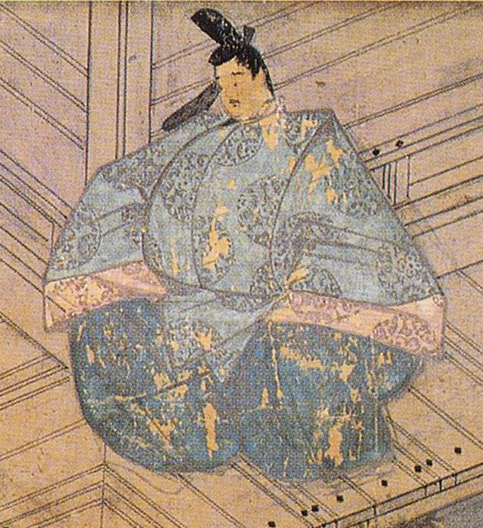
中的藤原道长画像

《此世即吾世，如月满无缺》（日语：／）是日本宽仁二年十月十六（1018年11月26日），太阁藤原道长所作的一首和歌。这一天，藤原道长的三女藤原威子被立为后一条天皇的中宫。这首和歌常被引用为彰显摄关政治巅峰的象征，并因其中的「望月」一词而被称为《望月之歌》。